# Цьонжень
Цьонжень (пол. Ciążeń) — село в Польщі, у гміні Льондек Слупецького повіту Великопольського воєводства.
Населення — 1254 особи (2011).
У 1975-1998 роках село належало до Конінського воєводства.

## Демографія
Демографічна структура станом на 31 березня 2011 року:
|          | Загалом | Допрацездатний вік | Працездатний вік | Постпрацездатний вік |
| -------- | ------- | ------------------ | ---------------- | -------------------- |
| Чоловіки | 637     | 133                | 448              | 56                   |
| Жінки    | 617     | 113                | 378              | 126                  |
| Разом    | 1254    | 246                | 826              | 182                  |